# الاتحاد السعودي للبلياردو والسنوكر
الاتحاد السعودي للبلياردو والسنوكر، هو الجهة الراعية لرياضة البلياردو والسنوكر في المملكة العربية السعودية، يرأسه الدكتور ناصر صعب الشمري، وتشرف عليه وزارة الرياضة، تأسس في عام 2001، وأقام عدداً من البطولات في المملكة من بينها البطولة العالم للبلياردو في محافظة جدة عام 2024، بمشاركة 128 لاعبًا من نجوم اللعبة في العالم.